# Celtic Football Club
El Celtic Football Club (en inglés y oficialmente The Celtic Football Club) es un club de fútbol de Escocia con sede en la zona de Parkhead, en Glasgow, que actualmente juega en la Scottish Premiership. Fue fundado el 6 de noviembre de 1887 y disputó su primer partido en 1888. El club disputa sus partidos como local en el Celtic Park, el estadio con mayor capacidad del fútbol escocés, que alberga 60.832 espectadores sentados. El uniforme tradicional del Celtic es con franjas verdes y blancas horizontales con pantalón y medias blancas.
Desde su fundación, el Celtic ha conseguido 55 títulos de liga, 42 copas escocesas y 22 copas de la Liga. Junto a sus rivales y vecinos del Rangers FC disputan la denominada Old Firm, una de las más famosas y encarnizadas rivalidades deportivas.
En 1967 se convirtió en el primer club británico, y único escocés hasta el momento, en lograr una Copa de Europa —actual Liga de Campeones de la UEFA—. Los jugadores que lograron aquel título, en Lisboa ante el Inter de Milán, fueron conocidos a partir de ese momento como los Leones de Lisboa, todos ellos nacidos en un radio de 30 millas en torno a Parkhead, la sede del club. En aquella temporada, el Celtic ganó el primer "Triplete" en la historia de los clubes europeos al adjudicarse, además de la Copa de Europa, la Liga y la Copa de Escocia, convirtiéndose en un cuadruplete al haberse adjudicado también la Copa de la Liga Escocesa, perdiendo únicamente la Copa Intercontinental contra el Racing Club argentino (en ese año no estaba constituida aún la Supercopa de Europa). En 1970 logró regresar a una nueva final de la Copa de Europa, pero en esa ocasión perdió ante el Feyenoord de los Países Bajos. El Celtic no volvió a disputar una final europea hasta 2003, cuando alcanzó la final de la Copa de la UEFA que perdió ante el FC Porto. Alrededor de 80.000 hinchas viajaron con el equipo a Sevilla, sede de la final, pese a que muchos no disponían de entrada. Pese a ello, los aficionados del Celtic fueron galardonados por la UEFA y la FIFA por su ejemplar comportamiento en ese partido. Se estima que, en abril de 2008, el Celtic tiene alrededor de nueve millones de hinchas por todo el mundo, siendo uno de los equipos más populares alrededor del mundo.

## Historia

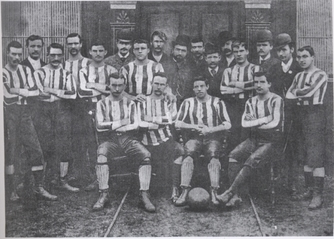
Una foto del equipo a partir de los primeros días del club, antes de la adopción de las ahora famosas camisetas de aro.

El Celtic fue fundado formalmente en St. Mary's Church Hall en East Rose Street (ahora Forbes Street), en Calton, Glasgow, por Andrew Kerins, el hermano Walfrid, un marista irlandés, el 6 de noviembre de 1887, con el propósito de aliviar la pobreza en el Este de Glasgow recaudando dinero para la organización benéfica que Walfrid había instituido, Poor Children's Dinner Table.

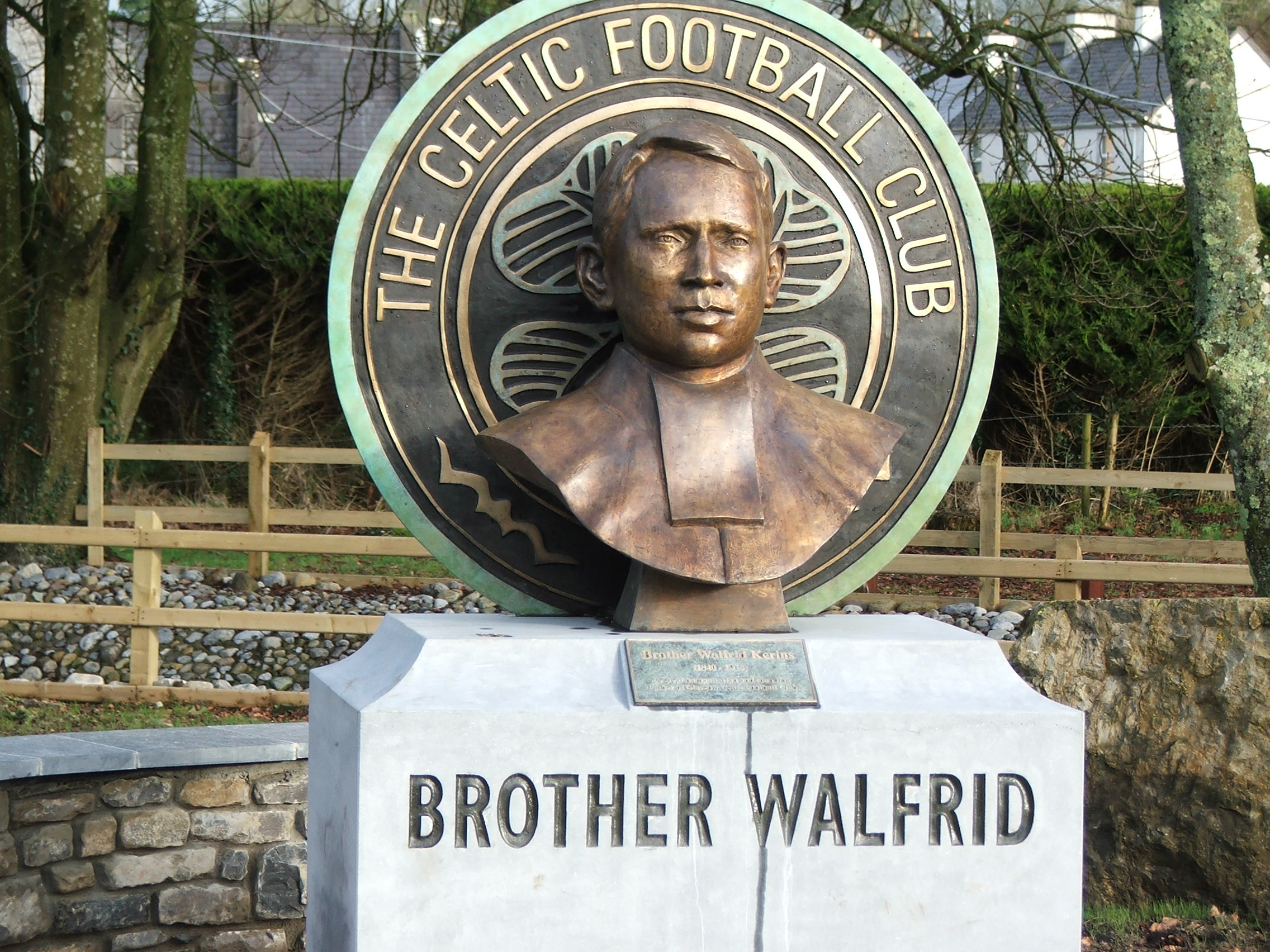
Escultura en memoria del Hermano Walfrid, uno de los fundadores del Celtic FC, en el condado de Sligo, Irlanda.

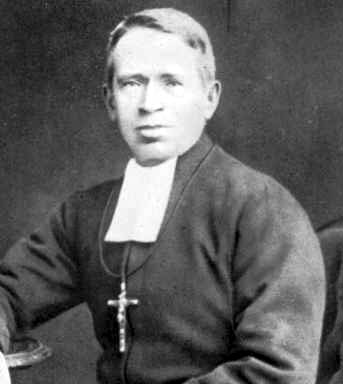
Brother Walfrid, fundador del Celtic FC.

El 28 de mayo de 1888, el Celtic jugó su primer partido oficial contra Rangers y ganó 5–2 en lo que se describió como un "encuentro amistoso".
El Celtic es considerado uno de los equipos más conocidos de Europa y es el equipo de los que descienden de los inmigrantes irlandeses. Su principal rival es Glasgow Rangers, ya que el Celtic es el equipo tradicional de los católicos, frente a Los Gers, que fue el club de los protestantes y los unionistas en Glasgow (escoceses con sentimiento británico).
Los partidos entre Rangers y Celtic eran incandescentes. Estos duelos directos entre ellos se conocen como Old Firm (La vieja empresa) y es que, a comienzos de siglo, los dirigentes de ambos clubes forzaban la celebración de un tercer partido (de desempate) en la temporada para volver a obtener beneficios por la recaudación, ya que esos partidos eran los más esperados por los hinchas escoceses.

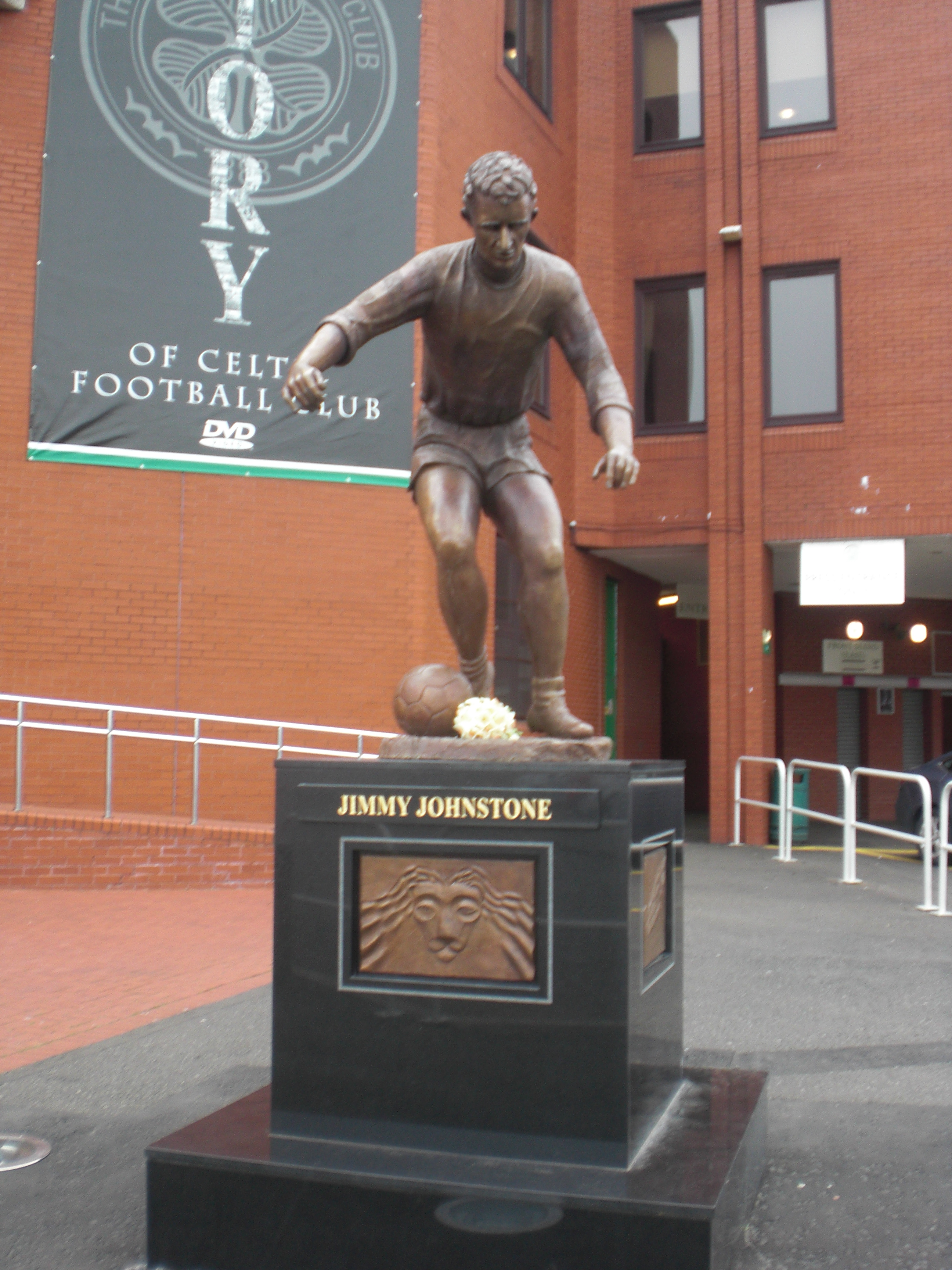
Estatua de Jimmy Johnstone, uno de los futbolistas más importantes de la historia del club, en la entrada al Celtic Park.

En el año de 1892 el Celtic gana la Copa de Escocia y al año siguiente gana su primera liga.

### Los Leones de Lisboa y el Triplete
Su momento más importante llegó cuando ganó la Copa de Campeones de Europa 1966-67 (conocida en la actualidad como Liga de Campeones o UEFA Champions League) tras vencer al Inter de Milán por 2–1. La final se disputó en el Estadio Nacional de Portugal, convirtiéndose en el primer equipo británico en ganar dicho título, además de ser el único club de Escocia que ha llegado a disputar la final. Aquella escuadra estaba liderada por el capitán Billy McNeill y por el entrenador Jock Stein. Todos los jugadores eran originarios de Glasgow y nacieron en un radio de 30 millas alrededor del estadio. Aquel año fue el más exitoso del Celtic proclamándose campeón además de la Liga escocesa, la Copa de Escocia, la Copa de la Liga y la Copa de Glasgow
También disputó la Copa Intercontinental 1967, ante el Racing Club de Avellaneda, donde cayó 1-0 en un partido desempate en el Estadio Centenario en Montevideo, Uruguay.
En la Copa de Europa de 1970 el Celtic llegó por segunda vez a la final, pero perdió 2–1 ante el Feyenoord de Róterdam. La mayoría de los campeones de 1967 estaban aún en el equipo, muy veteranos todos ellos. Esa es una de las razones que achacan los seguidores a la derrota

### Nueva final internacional
A nivel internacional, el Celtic vuelve a una final de un torneo continental en el año 2003, cuando disputó la definición de la Copa de la UEFA 2002-03, sin embargo cayó derrotado ante el Porto de José Mourinho por 3–2 en la prórroga. No obstante, la final fue importante ya que el equipo obtuvo el premio al juego limpio de la FIFA y la UEFA por el comportamiento de los hinchas escoceses (se desplazaron más de 80.000 seguidores hacia la ciudad de Sevilla).

### Temporadas recientes
El 7 de noviembre del año 2012, cuando celebraban 125 años de historia enfrentaron al FC Barcelona por un partido de la UEFA Champions League, ganándoles 2-1 en el estadio Celtic Park con goles de Victor Wanyama y del debutante en la competición Tony Watt. En aquella campaña el Celtic clasificó a la segunda fase de la competición, siendo eliminados categóricamente por la Juventus de Turín, con un 5-0 en el global. Esa temporada el club logró el doblete de Liga y Copa.
A nivel doméstico, el club ha seguido cosechando títulos, alcanzando la cantidad de 8 Scottish Premiership consecutivas, desde la alcanzada en la temporada 2011-2012, hasta la ganada en 2018-19, consiguiendo su 50° título de Premiership de Escocia. También ha alzado tres veces consecutivas la Copa de Escocia, sumando con la obtenida en 2018-19 la suma de 39 títulos, superando a su archirrival Rangers, que posee 33.

## Uniforme
- Uniforme titular: Camiseta blanca con franjas verdes horizontales, pantalón blanco y medias blancas.
- Uniforme visita: Camiseta amarilla con líneas horizontales verdes, pantalón verde y medias amarillas.
- Uniforme alternativo: Camiseta verde, pantalón verde y medias verdes.

### Titular
| 2005-07 | 2007-08 | 2008-10 | 2010-12 | 2012-13 | 2013-15 | 2015-16 | 2016-17 | 2017-18 |

| 2018-19 | 2019-20 | 2020-21 | 2021-22 | 2022-23 | 2023-24 | 2024-25 | 2025-26 |

### Visita
| 2005-06 | 2006-07 | 2007-08 | 2008-09 | 2009-10 | 2010-11 | 2011-12 | 2012-13 | 2013-14 |

| 2014-15 | 2015-16 | 2016-17 | 2017-18 | 2018-19 | 2019-20 | 2020-21 | 2021-22 | 2022-23 |

| 2023-24 | 2024-25 | 2025-26 |

### Alternativo
| 2006-08 | 2009-10 | 2011-12 | 2012-13 | 2014-15 | 2015-16 | 2016-17 | 2017-18 | 2018-19 |

| 2019-20 | 2020-21 | 2021-22 | 2022-23 | 2023-24 | 2024-25 | 2025-26 |

### Patrocinio
La siguiente tabla detalla la cronología de las marcas de las indumentarias y los patrocinadores del Celtic.
| Período   | Proveedor   | Patrocinador |
| --------- | ----------- | ------------ |
| 1936–1984 | Umbro       | Ninguno      |
| 1984–1991 | Umbro       | CR Smith     |
| 1991–1992 | Umbro       | Peoples Ford |
| 1992–1993 | Umbro       | Ninguno      |
| 1993–1997 | Umbro       | CR Smith     |
| 1997–1999 | Umbro       | Umbro        |
| 1999–2003 | Umbro       | NTL          |
| 2003–2005 | Umbro       | Carling      |
| 2005–2010 | Nike        | Carling      |
| 2010–2013 | Nike        | Tennents     |
| 2013–2015 | Nike        | Magners      |
| 2015–2016 | New Balance | Magners      |
| 2016–2020 | New Balance | Dafabet      |
| 2020–     | Adidas      | Dafabet      |

## Estadio

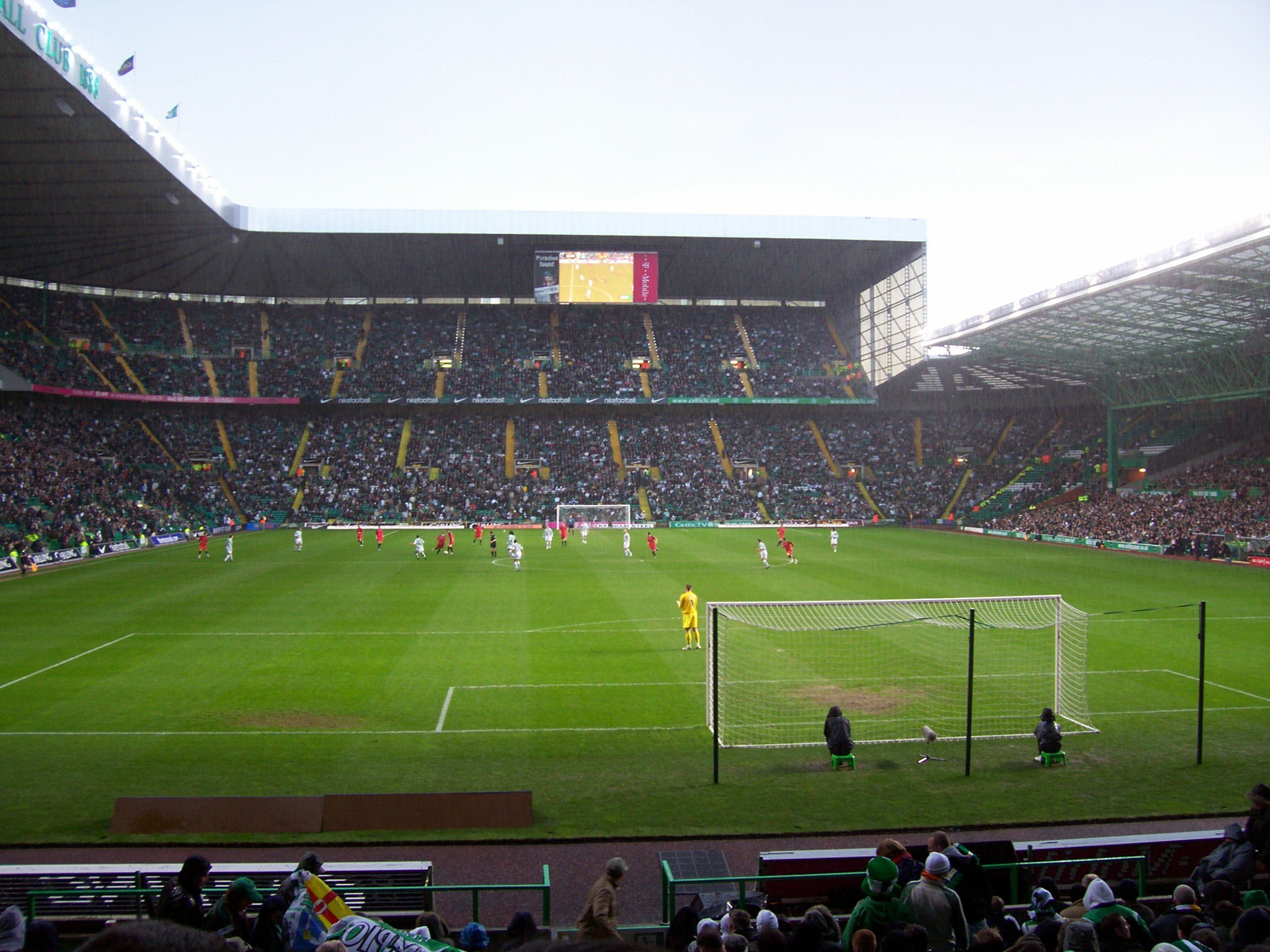

El estadio del Celtic es Celtic Park, que se encuentra en la zona de Parkhead de Glasgow. Celtic Park es un estadio con una capacidad de 60.837, el más grande de Escocia y el séptimo estadio más grande del Reino Unido, después de Murrayfield, Old Trafford, Twickenham, Wembley, el estadio Olímpico de Londres y el Millennium Stadium. Es conocido comúnmente como Parkhead o Paradise («Paraíso»).
El primer estadio del Celtic fue un terreno en el área de Parkhead en 1888, pero se trasladó a un sitio diferente en 1892 cuando el precio del alquiler se incrementó considerablemente. El nuevo sitio fue desarrollado en un estadio con forma oval, con grandes secciones de gradas. El récord de asistencia de 83 500 fue durante una Old Firm el 1 de enero de 1938. Las gradas fueron cubiertas y los proyectores de luz artificial fueron instalados entre 1957 y 1971. Sin embargo, el Informe Taylor ordenó que todos los grandes clubes debían tener un estadio completamente sentado en agosto de 1994. El Celtic estaba en una mala situación financiera a principios de 1990 y no llevó a cabo ningún trabajo de remodelación hasta que Fergus McCann tomó el control del club en marzo de 1994. McCann ejecutó un plan para demoler las antiguas gradas y desarrollar un nuevo estadio en una reconstrucción por fases, que se completó en agosto de 1998. El coste total del nuevo estadio fue de 40 millones de libras.

## Estadísticas en competiciones UEFA
- Mayor goleada:
  - 16/09/1970, Celtic  9-0  KPV,  Glasgow
- Mayor derrota:
  - 13/9/2016, Barcelona  7-0  Celtic,  Barcelona
- Disputados en Copa de Campeones de Europa / UEFA Champions League: 38
- Disputados en Recopa de Europa de la UEFA: 8
- Disputados en Copa UEFA / UEFA Europa League: 24
- Disputados en UEFA Europa Conference League: 1
- Disputados en Copa Intercontinental: 1
- Disputados en Copa de Ferias: 6
- Más partidos disputados: 90
  -  Scott Brown
- Máximo goleador: 35
  -  Henrik Larsson

## Entrenadores
| Nombre           | Nacionalidad      | Desde | Hasta    | Liga | Copa | Copa de la Liga | Copa de Europa | Total |
| ---------------- | ----------------- | ----- | -------- | ---- | ---- | --------------- | -------------- | ----- |
| Willie Maley     | Escocia           | 1897  | 1940     | 16   | 14   | —               | —              | 30    |
| Jimmy McStay     | Escocia           | 1940  | 1945     | 0    | 0    | —               | —              | 0     |
| Jimmy McGrory    | Escocia           | 1945  | 1965     | 1    | 2    | 2               | —              | 5     |
| Jock Stein       | Escocia           | 1965  | 1978     | 10   | 8    | 6               | 1              | 25    |
| Billy McNeill    | Escocia           | 1978  | 1983     | 3    | 1    | 1               | 0              | 5     |
| David Hay        | Escocia           | 1983  | 1987     | 1    | 1    | 0               | 0              | 2     |
| Billy McNeill    | Escocia           | 1987  | 1991     | 1    | 2    | 0               | 0              | 3     |
| Liam Brady       | Irlanda           | 1991  | 1993     | 0    | 0    | 0               | 0              | 0     |
| Lou Macari       | Escocia           | 1993  | 1994     | 0    | 0    | 0               | 0              | 0     |
| Tommy Burns      | Escocia           | 1994  | 1997     | 0    | 1    | 0               | 0              | 1     |
| Wim Jansen       | Países Bajos      | 1997  | 1998     | 1    | 0    | 1               | 0              | 2     |
| Jozef Vengloš    | Eslovaquia        | 1998  | 1999     | 0    | 0    | 0               | 0              | 0     |
| John Barnes      | Inglaterra        | 1999  | 2000     | 0    | 0    | 0               | 0              | 0     |
| Kenny Dalglish   | Escocia           | 2000  | 2000     | 0    | 0    | 1               | 0              | 1     |
| Martin O'Neill   | Irlanda del Norte | 2000  | 2005     | 3    | 3    | 1               | 0              | 7     |
| Gordon Strachan  | Escocia           | 2005  | 2009     | 3    | 1    | 2               | 0              | 6     |
| Tony Mowbray     | Inglaterra        | 2009  | 2010     | 0    | 0    | 0               | 0              | 0     |
| Neil Lennon      | Irlanda del Norte | 2010  | 2014     | 2    | 2    | 0               | 0              | 4     |
| Ronny Deila      | Noruega           | 2014  | 2016     | 2    | 0    | 1               | 0              | 3     |
| Brendan Rodgers  | Irlanda del Norte | 2016  | 2019     | 2    | 2    | 3               | 0              | 7     |
| Neil Lennon      | Irlanda del Norte | 2019  | 2021     | 1    | 0    | 1               | 0              | 2     |
| Ange Postecoglou | Australia         | 2021  | 2023     | 2    | 1    | 2               | 0              | 5     |
| Brendan Rodgers  | Irlanda del Norte | 2023  | presente | 1    | 1    | 1               | 0              | 3     |

## Palmarés

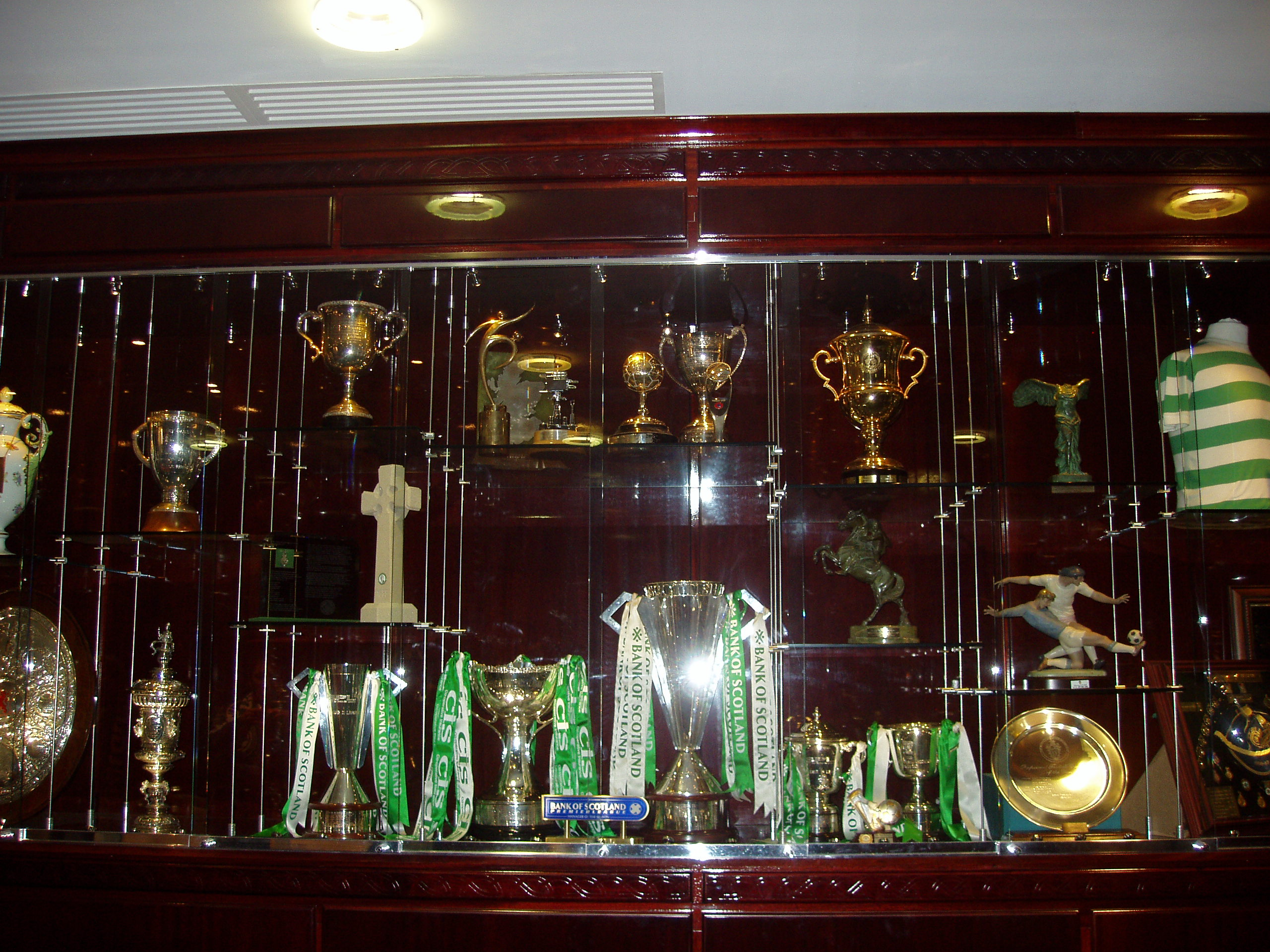
Vista de la sala de trofeos del club.

Nota: en negrita competiciones vigentes en la actualidad.

### Torneos nacionales (119)
| Competición nacional               | Títulos | Subcampeón |
| ---------------------------------- | --- | --- |
| Liga de Escocia (55/32)            | 1892-93, 1893-94, 1895-96, 1897-98, 1904-05, 1905-06, 1906-07, 1907-08, 1908-09, 1909-10, 1913-14, 1914-15, 1915-16, 1916-17, 1918-19, 1921-22, 1925-26, 1935-36, 1937-38, 1953-54, 1965-66, 1966-67, 1967-68, 1968-69, 1969-70, 1970-71, 1971-72, 1972-73, 1973-74, 1976-77, 1978-79, 1980-81, 1981-82, 1985-86, 1987-88, 1997-98, 2000-01, 2001-02, 2003-04, 2005-06, 2006-07, 2007-08, 2011-12, 2012-13, 2013-14, 2014-15, 2015-16, 2016-17, 2017-18, 2018-19, 2019-20, 2021-22, 2022-23, 2023-24, 2024-25. | 1891-92, 1894-95, 1899-1900, 1900-01, 1901-02, 1911-12, 1912-13, 1917-18, 1919-20, 1920-21, 1927-28, 1928-29, 1930-31, 1934-35, 1938-39, 1954-55, 1975-76, 1979-80, 1982-83, 1983-84, 1984-85, 1986-87, 1995-96, 1996-97, 1998-99, 1999-2000, 2002-03, 2004-05, 2008-09, 2009-10, 2010-11, 2020-21. (Récord compartido) |
| Copa de Escocia (42/18)            | 1891-92, 1898-99, 1899-00, 1903-04, 1906-07, 1907-08, 1910-11, 1911-12, 1913-14, 1922-23, 1924-25, 1926-27, 1930-31, 1932-33, 1936-37, 1950-51, 1953-54, 1964-65, 1966-67, 1968-69, 1970-71, 1971-72, 1973-74, 1974-75, 1976-77, 1979-80, 1984-85, 1987-88, 1988-89, 1994-95, 2000-01, 2003-04, 2004-05, 2006-07, 2010-11, 2012-13, 2016-17, 2017-18, 2018-19, 2019-20, 2022-23, 2023-24. (Récord) | 1888-89, 1892-93, 1893-94, 1900-01, 1901-02, 1925-26, 1927-28, 1954-55, 1955-56, 1960-61, 1962-63, 1965-66, 1969-70, 1972-73, 1983-84, 1989-90, 1998-99, 2001-02. (Récord compartido) |
| Copa de la Liga de Escocia (22/15) | 1956-57, 1957-58, 1965-66, 1966-67, 1967-68, 1968-69, 1969-70, 1974-75, 1982-83, 1997-98, 1999-00, 2000-01, 2005-06, 2008-09, 2014-15, 2016-17, 2017-18, 2018-19, 2019-20, 2021-22, 2022-23, 2024-25 | 1964-65, 1970-71, 1971-72, 1972-73, 1973-74, 1975-76, 1976-77, 1977-78, 1983-84, 1986-87, 1990-91, 1994-95, 2002-03, 2010-11, 2011-12. (Récord) |

### Torneos internacionales (1)
| Competición internacional   | Títulos | Subcampeonatos |
| --------------------------- | ------- | -------------- |
| Copa de Europa (1/1)        | 1966-67 | 1969-70        |
| Copa Intercontinental (0/1) |         | 1967           |
| Copa de la UEFA (0/1)       |         | 2002-03        |

### Torneos regionales
- Copa de Glasgow (36): 1891, 1892, 1895, 1896, 1905, 1906, 1907, 1908, 1910, 1916, 1917, 1920, 1921, 1927, 1928, 1929, 1931, 1939, 1941, 1949, 1956, 1962, 1964, 1965, 1967, 1968, 1970, 1975*, 1982, 2008, 2011, 2014, 2015, 2016, 2017, 2019.

* En 1975 compartió el trofeo con Rangers, al empatar 2-2.

## Estadísticas en competiciones internacionales

#### Por competición
Nota: En negrita competiciones activas.
| Competición                        | Temp. | PJ  | PG  | PE | PP  | GF  | GC  | Dif. | Puntos | Títulos | Subtítulos |
| ---------------------------------- | ----- | --- | --- | -- | --- | --- | --- | ---- | ------ | ------- | ---------- |
| Copa de Europa / Liga de Campeones | 39    | 238 | 105 | 44 | 89  | 357 | 302 | +55  | 254    | 1       | 1          |
| Copa de la UEFA / Liga Europea     | 24    | 139 | 60  | 29 | 50  | 219 | 176 | +43  | 149    | –       | 1          |
| Liga Europa Conferencia            | 1     | 2   | 0   | 0  | 2   | 1   | 5   | -4   | 0      | –       | -          |
| Copa Intercontinental              | 1     | 3   | 1   | 0  | 2   | 2   | 3   | -1   | 2      | –       | 1          |
| Recopa de Europa de la UEFA        | 8     | 38  | 21  | 5  | 12  | 75  | 37  | +38  | 47     | –       | –          |
| Total                              | 73    | 420 | 187 | 78 | 155 | 654 | 523 | +131 | 452    | 1       | 3          |

Actualizado a 4 de mayo de 2025.

## Estadísticas
Todos los futbolistas son escoceses excepto donde se indique.
| Máximos goleadores | Máximos goleadores | Máximos goleadores  | Máximos goleadores | Goleadores en liga | Goleadores en liga | Goleadores en liga  | Goleadores en liga | Más Partidos disputados | Más Partidos disputados | Más Partidos disputados | Más Partidos disputados |
| #                  | Jugador            | Temporada           | Goles              | #                  | Jugador            | Temporada           | Goles              | #                       | Jugador                 | Temporada               | Goles                   |
| ------------------ | ------------------ | ------------------- | ------------------ | ------------------ | ------------------ | ------------------- | ------------------ | ----------------------- | ----------------------- | ----------------------- | ----------------------- |
| 1                  | Jimmy McGrory      | 1922–1937           | 522                | 1                  | Jimmy McGrory      | 1922–1937           | 395                | 1                       | Billy McNeill           | 1957–1975               | 790                     |
| 2                  | Bobby Lennox       | 1961–1978 1979–1980 | 273                | 2                  | Jimmy Quinn        | 1900–1917           | 187                | 2                       | Paul McStay             | 1981–1997               | 678                     |
| 3                  | Henrik Larsson     | 1997–2004           | 242                | 3                  | Patsy Gallacher    | 1911–1926           | 186                | 3                       | Roy Aitken              | 1976–1990               | 669                     |
| 4                  | Stevie Chalmers    | 1958–1971           | 231                | 4                  | Henrik Larsson     | 1997–2004           | 174                | 4                       | Danny McGrain           | 1970–1987               | 661                     |
| 5                  | Jimmy Quinn        | 1900–1917           | 217                | 5                  | Bobby Lennox       | 1961–1978 1979–1980 | 167                | 5                       | Packie Bonner           | 1978–1995               | 642                     |
| 6                  | Patsy Gallacher    | 1911–1926           | 192                | 6                  | Stevie Chalmers    | 1958–1971           | 159                | 6                       | Alec McNair             | 1904–1925               | 641                     |
| 7                  | John Hughes        | 1960–1971           | 189                | 7                  | Jimmy McMenemy     | 1902–1920           | 144                | 7                       | Bobby Lennox            | 1961–1978 1979–1980     | 587                     |
| 8                  | Sandy McMahon      | 1891–1903           | 171                | 8                  | Sandy McMahon      | 1891–1903           | 130                | 8                       | Bobby Evans             | 1944–1960               | 548                     |
| 9                  | Jimmy McMenemy     | 1902–1920           | 168                | 9                  | Adam McLean        | 1917–1928           | 128                | 9                       | Jimmy Johnstone         | 1962–1975               | 515                     |
| 10                 | Kenny Dalglish     | 1969–1977           | 167                | 10                 | John Hughes        | 1960–1971           | 115                | 10                      | Jimmy McMenemy          | 1902–1920               | 515                     |

### Mejor once de la historia
El siguiente equipo fue el mejor de la historia votado por sus seguidores en 2002:
- Ronnie Simpson
- Danny McGrain
- Tommy Gemmell
- Bobby Murdoch
- Paul McStay MBE
- Billy McNeill MBE – votado mejor capitán del Celtic
- Bertie Auld
- Jimmy Johnstone – votado mejor jugador del Celtic
- Bobby Lennox MBE
- Kenny Dalglish MBE
- Henrik Larsson MBE – votado mejor extranjero del Celtic

### Scotland Football Hall of Fame
A diciembre de 2018, 27 futbolistas y entrenadores del Celtic entraron en el Scottish Football Hall of Fame («Salón de la fama del fútbol escocés»):
- Roy Aitken[21]
- Bertie Auld[22]
- Stevie Chalmers[23]
- John Clark[24]
- Jim Craig[25]
- Paddy Crerand[26]
- Kenny Dalglish MBE
- Jimmy Delaney[22]
- Bobby Evans
- Tommy Gemmell
- Mo Johnston[27]
- Jimmy Johnstone
- Paul Lambert[22]
- Henrik Larsson
- Bobby Lennox
- Willie Maley[22]
- Danny McGrain
- Jimmy McGrory
- Billy McNeill
- Paul McStay[28]
- Bobby Murdoch
- Charlie Nicholas[29]
- Ronnie Simpson[26]
- Jock Stein CBE
- Gordon Strachan[30]
- John Thomson[31]
- Willie Wallace[32]

### Scotland Roll of Honour
El cuadro de honor de la selección escocesa reconoce a los jugadores que cuentan con 50 o más internacionalidades. Los jugadores del Celtic que figuran son:
- Roy Aitken
- Tom Boyd
- Scott Brown
- Gary Caldwell
- John Collins
- Kenny Dalglish MBE
- Craig Gordon
- Danny McGrain
- Paul McStay
- Kenny Miller

### Scottish Sports Hall of Fame
El Scottish Sports Hall of Fame («Salón de la fama del deporte escocés») cuenta con cinco futbolistas del Celtic de Glasgow:
- Kenny Dalglish MBE[34]
- Jimmy Johnstone[35]
- Jimmy McGrory[36]
- Billy McNeill MBE[37]
- Jock Stein CBE[38]

En la temporada 2016-2017 se obtiene el título 48 en la liga con 106 puntos lo cual es el récord actual en ligas en Europa con 38 partidos jugados con 34 partidos ganados, 4 partidos empatados y 0 partido perdido.

## Afición
En el año 2003 se estimó que el Celtic contaba con una base de seguidores de nueve millones de personas, entre ellas un millón en los Estados Unidos y Canadá. Hay más de 160 peñas del Celtic en más de 20 países de todo el mundo.
En ese mismo año, alrededor de 80 000 seguidores del Celtic, muchos de ellos sin entradas, viajaron a Sevilla para la final de la Copa de la UEFA que el Celtic disputó con el FC Porto. Los aficionados del club posteriormente recibieron premios de la UEFA y FIFA por su comportamiento en el partido.
El Celtic ha tomado medidas para reducir el sectarismo entre su hinchada. En 1996 el club puso en marcha su campaña Bhoys Against Bigotry («Bhoys Contra el fanatismo»), La campaña se inmortalizó en una canción de la banda de hinchas de Celtic, 'Charlie y los Bhoys' llamada 'Bhoys contra de la intolerancia', más tarde seguida de Youth Against Bigotry («Jóvenes contra la intolerancia») para "educar a los jóvenes en respetar todos los aspectos de la comunidad, todas las razas, colores y credos".
En marzo de 2008, la UEFA investigó aficionados del Celtic por presuntos cantos sectarios en un partido contra el Barcelona. El caso fue abandonado antes de que finalice el mes, debido a la falta de pruebas.
En la temporada 2010-11, el Celtic tuvo el promedio de asistencia al estadio más alto de cualquier club escocés. También tenían el decimosegundo promedio de asistencia más alto de todos los clubes de fútbol de Europa.

### Republicanismo irlandés
Algunos grupos de aficionados del Celtic expresan su apoyo a republicanismo irlandés y al Ejército Republicano Irlandés (IRA) cantando sus canciones o cantando sobre ellos en los partidos. El canto del IRA ha sido descrito como ofensivo, pero la opinión está dividida sobre si son, o no, sectarios. El responsable de comunicación de la UEFA, William Gaillard, al hablar sobre el asunto en 2006 dijo que el canto del IRA era una cuestión nacionalista y es similar a los aficionados de otros clubes, como el Barcelona o el Athletic Club, que apoyan movimientos nacionalistas en sus propios países. También afirmó que sólo en los países balcánicos —donde algunos aficionados muestran apoyo a organizaciones que se dedican a la limpieza étnica— la situación era diferente, porque estas organizaciones eran por su naturaleza discriminatoria. Dijo que esto no se aplicaba al IRA.

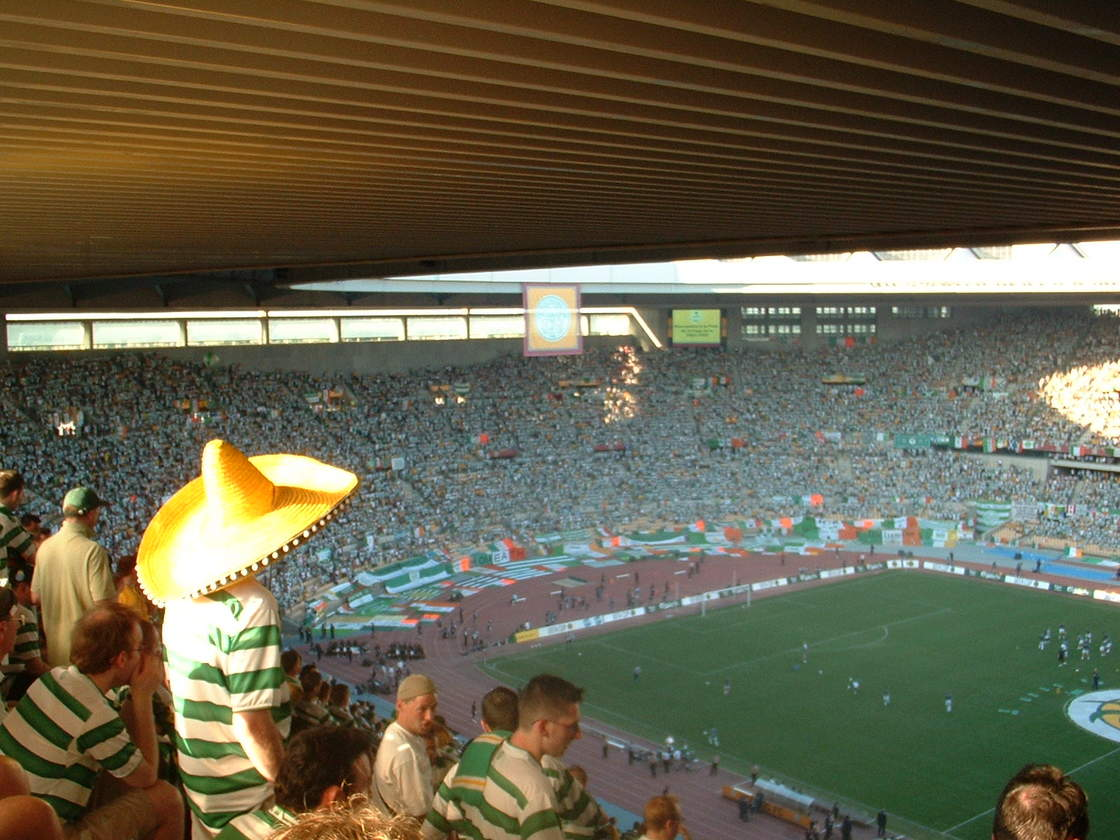
Aficionados del Celtic en la final de la Copa de la UEFA 2003 en Sevilla con banderas irlandesas.

En 2008 y 2010, hubo protestas por parte de grupos de seguidores al equipo lleva el símbolo de la amapola para el Día del Recuerdo. El Celtic expresó su desaprobación a estas protestas, diciendo que eran perjudiciales para la imagen del club y sus seguidores, y se comprometió a prohibir la entrada al estadio los involucrados.
En noviembre de 2011 la UEFA inició una investigación al Celtic sobre supuestos "cánticos ilegales" pro-IRA durante su eliminatoria de UEFA Europa League ante el Rennes, el 3 de noviembre de 2011. La audiencia tuvo lugar el 9 de diciembre de 2011, y el club fue multado con 12.700 libras por la ofensa. También en noviembre de 2011, la Premier League escocesa (SPL) anunció una investigación al Celtic sobre nuevos cánticos "pro-IRA" de los aficionados durante un partido contra el Hibernian —el equipo católico de la capital, Edimburgo— en el mes anterior. La investigación concluyó el 5 de diciembre de 2011 y el SPL que indicó que "no se discute que un pequeño número de aficionados del Celtic se dedican a cantar en apoyo del IRA". Sin embargo, se consideró que el Celtic había dado todos los "pasos razonablemente factibles" para tratar de prevenir ese comportamiento, por lo que no se tomaron medidas contra ellos. La SPL también condenó los cánticos que profirió el propio entrenador, Neil Lennon, así como el director ejecutivo Peter Lawwell.

## Rivalidades
Los tradicionales rivales del Celtic son los Rangers y al partido entre los dos equipos se le conoce como Old Firm Derby y que es conocido como una de las mayores rivalidades del Fútbol a nivel mundial. Los dos han dominado la historia del fútbol escocés y, entre ellos, han ganado el campeonato de la liga escocesa 103 veces desde su creación en 1890, mientras que todos los demás clubes combinados han ganado 19 campeonatos. Los dos clubes también son, ampliamente, los más seguidos en Escocia, y el Celtic tiene la tercera mayor asistencia de público del Reino Unido. Hay que agregar que ambos equipos representan una división social en Escocia; el Celtic tiene una asociación histórica con el pueblo irlandés y los escoceses de origen irlandés, que son a la vez principalmente católicos. Tradicionalmente, los seguidores de los rivales del Celtic vinieron de Escocia o Irlanda del Norte de orígenes protestantes y apoyo al unionismo.

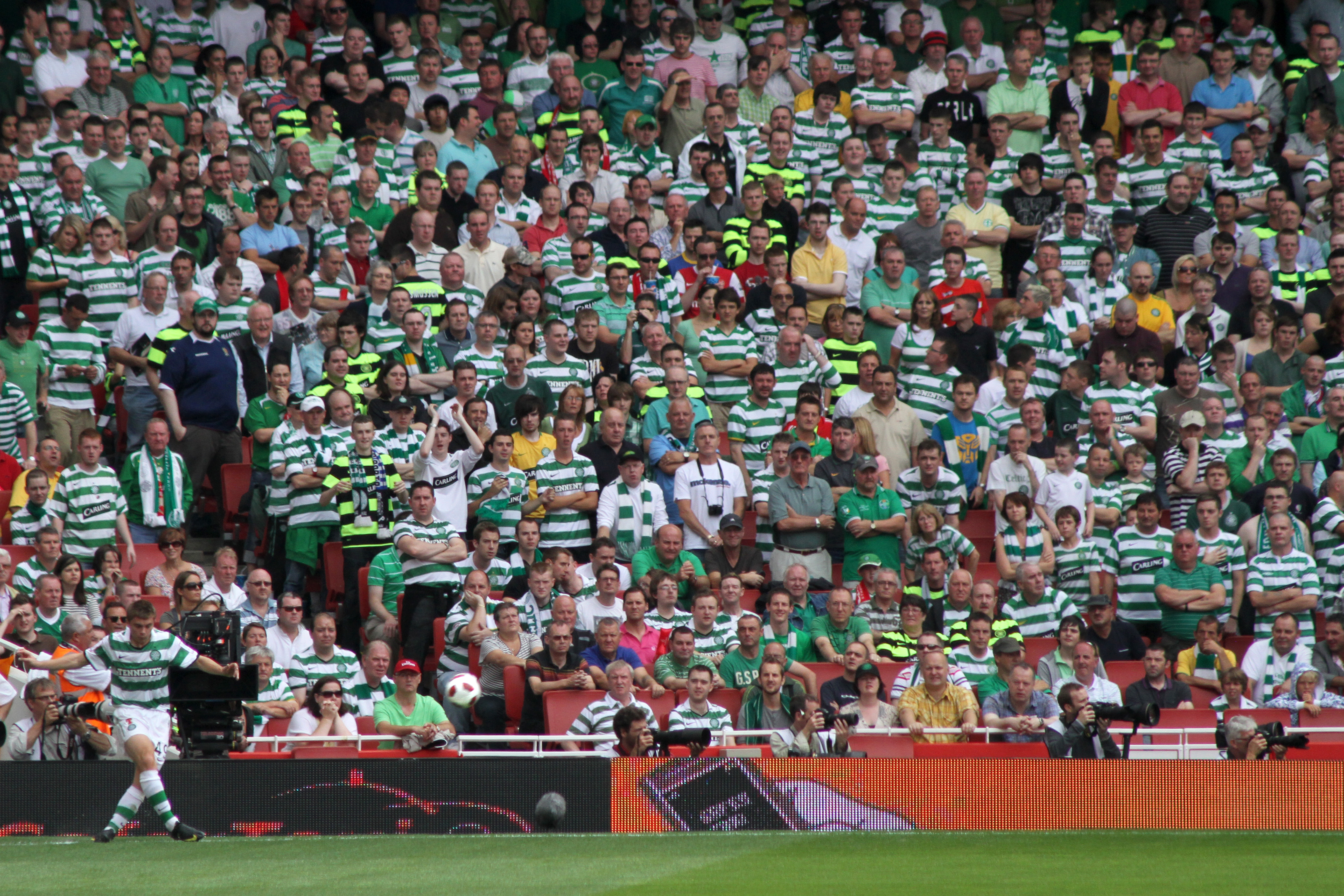
Los aficionados del Celtic, la «marea verde», en Celtic Park.

Los clubes han atraído el apoyo de facciones opuestas en los disturbios en Irlanda del Norte. Algunos aficionados usan canciones, cánticos y pancartas en los partidos y abusan o muestran su apoyo a las confesiones protestantes o católicas, así como a grupos paramilitares de Irlanda del Norte como el IRA y el UVF.
Ha habido cerca de 400 partidos jugados como Old Firm hasta 2011. Los partidos han sido descritos como un "clima de odio, tensión religiosa e intimidación, que sigue llevando la violencia a las comunidades de toda Escocia". La rivalidad ha alimentado muchas agresiones e incluso muertes antes, durante o después de los partidos. Las admisiones a las salas de emergencia informaron que su actividad aumenta nueve veces sobre los niveles normales en días de Old Firm, en el período de 1996 a 2003; ocho muertes en Glasgow están directamente relacionadas con partidos de Old Firm y cientos de agresiones.
Ambos grupos de aficionados iniciaron una batalla en el terreno de juego como consecuencia de la victoria del Celtic en la final de la Copa de Escocia de 1980 en Hampden Park. Hubo un serio desorden de aficiones durante un partido jugado en mayo de 1999 en Celtic Park y los aficionados del Celtic lanzaron misiles, entre ellos uno que afectó al árbitro Hugh Dallas, que necesitaba tratamiento médico, y un pequeño número de aficionados invadieron el terreno de juego.